# Nokia Lumia 520
Lumia 520 je chytrý telefon společnosti Nokia. Byl představen v únoru 2013 v Barceloně na veletrhu MWC 2013. Ve své době šlo o nejlevnější smartphone s operačním systémem Windows Phone 8 a Nokii se po uvedení tohoto modelu na trh podařilo několikanásobně zvýšit prodeje Lumií.

## Design
Telefon má 4’’ dotykový kapacitní IPS LCD displej s rozlišením 800x480 pixelů s technologií Super Sensitive Touch, díky které lze ovládat displej i v rukavicích. 
Rozměry telefonu jsou 120 × 64 × 9,9 mm a hmotnost 124 g. 
Pod displejem se nacházejí 3 tlačítka - tlačítko pro návrat zpět, tlačítko Windows a tlačítko pro vyhledávání. 
Nad displejem se nachází reproduktor a senzor okolního osvětlení pro automatickou regulací jasu. 
Na zadní straně telefonu je fotoaparát s rozlišením 5 MPx a automatickým ostřením. Dále se zde nachází hlasitý reproduktor. Na spodní hraně pak nalezneme microUSB konektor a na horní straně je pak umístěn 3, 5 mm konektor pro sluchátka. Na pravém boku pak nalezneme tlačítka pro regulaci hlasitosti, zapínací tlačítko a spoušť fotoaparátu.

## Hardware
Telefon je poháněn procesorem Qualcomm MSM8227 o frekvenci 2x1000 MHz. Operační paměť má kapacitu 512 MB, interní paměť má 8 GB, je však možné ji rozšířit pomocí MicroSD karet o maximální kapacitě 64 GB. Telefon podporuje MicroUSB, WiFi a Bluetooth. Baterie má kapacitu 1430 mAh. Na telefonu běží operační systém Windows Phone 8, který bylo možné aktualizovat na Windows Phone 8.1.

## Funkce
Lumia 520 má velké množství užitečných funkcí, například GPS, Internet Explorer 10, Xbox, obsahuje plnou verzi Microsoft Office a samozřejmostí jsou funkce jako kalendář, budík apod.